# Inline-Skaterhockey-Bundesliga 2004
Die Saison 2004 war die 9. Spielzeit der Inline-Skaterhockey-Bundesliga. Dabei wurde zum 19. Mal ein Deutscher Meister ermittelt. Ausrichter ist die Sportkommission Inline-Skaterhockey Deutschland im Deutschen Rollsport und Inline-Verband. Deutscher Meister wurden die Duisburg Ducks, die sich im Finale gegen den HC Köln-West durchsetzen konnten.

## Teilnehmer

### 1. Bundesliga Nord
Die 1. Bundesliga Nord ging mit neun Mannschaften an den Start.
| Klub                    | Standort           | Vorjahr                   | Play-offs                 |                           |
| ----------------------- | ------------------ | ------------------------- | ------------------------- | ------------------------- |
| ERC Hannover Hurricanez | Hannover           | 4. Nord                   | Halbfinale                |                           |
| Duisburg Ducks          | Duisburg           | 1. Nord                   | Deutscher Meister         |                           |
| Samurai Iserlohn        | Iserlohn           | 2. Nord                   | Vizemeister               |                           |
| Moskitos Essen          | Essen              | 6. Nord                   | -                         |                           |
| Adler Strausberg        | Strausberg         | 1. der 2. Bundesliga Nord | 1. der 2. Bundesliga Nord | 1. der 2. Bundesliga Nord |
| Powerkrauts Berlin      | Berlin             | 8. Nord                   | -                         |                           |
| Ahauser Maidy Dogs      | Ahaus              | 7. Nord                   | -                         |                           |
| Crefelder SC            | Krefeld            | 5. Nord                   | -                         |                           |
| Mendener Mambas         | Menden (Sauerland) | 3. Nord                   | Viertelfinale             |                           |

### 1. Bundesliga Süd
Die 1. Bundesliga Süd ging ebenfalls mit neun Mannschaften an den Start.
| Klub                   | Standort    | Vorjahr                  | Play-offs                |                          |
| ---------------------- | ----------- | ------------------------ | ------------------------ | ------------------------ |
| VT Zweibrücken Snipers | Zweibrücken | 3. Süd                   | Viertelfinale            |                          |
| Crash Eagles Kaarst    | Kaarst      | 1. Süd                   | Viertelfinale            |                          |
| Uedesheim Chiefs       | Neuss       | 5. Süd                   | -                        |                          |
| HC Köln-West           | Köln        | 6. Süd                   | -                        |                          |
| Düsseldorf Rams        | Düsseldorf  | 2. Süd                   | Halbfinale               |                          |
| TV Augsburg            | Augsburg    | 4. Süd                   | Viertelfinale            |                          |
| Dragons Heilbronn      | Heilbronn   | 1. der 2. Bundesliga Süd | 1. der 2. Bundesliga Süd | 1. der 2. Bundesliga Süd |
| SG Langenfeld Devils   | Langenfeld  | 8. Süd                   | -                        |                          |
| HC Kollnau             | Waldkirch   | 7. Süd                   | -                        |                          |

## Modus
Die Staffel Nord und Süd gingen mit jeweils neun Mannschaften an den Start. Innerhalb jeder Staffel trifft jede Mannschaft in Hin- und Rückspiel auf jede andere Mannschaft. Für einen Sieg gibt es zwei Punkte, für ein Unentschieden einen Punkt. Bei Punktgleichheit zum Ende der Hauptrunde entscheidet der direkte Vergleich über die Rangfolge. Die ersten vier Mannschaften jeder Staffel erreichen die Play-offs. Der Sieger der Play-offs ist Deutscher Meister.
Die Mannschaften auf den Rängen fünf und sechs haben sich für die neue Saison qualifiziert. Die Tabellensiebten und Tabellenachten beider Staffeln spielen über Kreuz in einer Relegation zwei weitere Absteiger aus. Die Letzten beider Staffeln steigen direkt in die 2. Bundesliga ab. Die beiden Meister der 2. Bundesliga steigen direkt in die 1. Bundesliga auf.

## Vorrunde

### 1. Bundesliga Nord
|    | Mannschaft              | Sp | S  | U | N  | Tore    | +/- | P  |
| -- | ----------------------- | -- | -- | - | -- | ------- | --- | -- |
| 1. | ERC Hannover Hurricanez | 16 | 15 | 0 | 01 | 138:058 | +80 | 30 |
| 2. | Duisburg Ducks          | 16 | 12 | 1 | 03 | 133:075 | +60 | 25 |
| 3. | Samurai Iserlohn        | 16 | 11 | 0 | 05 | 155:100 | +55 | 22 |
| 4. | Moskitos Essen          | 16 | 08 | 1 | 07 | 119:092 | +27 | 17 |
| 5. | Adler Strausberg *      | 16 | 05 | 3 | 08 | 119:137 | −18 | 11 |
| 6. | Powerkrauts Berlin      | 16 | 05 | 0 | 11 | 094:134 | −40 | 10 |
| 7. | Ahauser Maidy Dogs      | 16 | 04 | 2 | 10 | 077:116 | −39 | 10 |
| 8. | Crefelder SC            | 16 | 04 | 2 | 10 | 093:152 | −59 | 10 |
| 9. | Mendener Mambas         | 16 | 03 | 1 | 12 | 076:142 | −66 | 07 |

* Adler Strausberg wurden zwei Punkte abgezogen.

### 1. Bundesliga Süd
|    | Mannschaft             | Sp | S  | U | N  | Tore    | +/- | P  |
| -- | ---------------------- | -- | -- | - | -- | ------- | --- | -- |
| 1. | VT Zweibrücken Snipers | 16 | 11 | 1 | 04 | 127:098 | +29 | 23 |
| 2. | Crash Eagles Kaarst    | 16 | 10 | 2 | 04 | 131:074 | +57 | 22 |
| 3. | Uedesheim Chiefs       | 16 | 09 | 3 | 04 | 109:089 | +20 | 21 |
| 4. | HC Köln-West           | 16 | 10 | 1 | 06 | 093:077 | +16 | 20 |
| 5. | Düsseldorf Rams        | 16 | 08 | 3 | 05 | 102:073 | +29 | 19 |
| 6. | TV Augsburg            | 16 | 06 | 1 | 09 | 094:094 | 0   | 13 |
| 7. | Dragons Heilbronn      | 16 | 06 | 0 | 10 | 071:091 | −20 | 12 |
| 8. | SG Langenfeld Devils   | 16 | 04 | 0 | 12 | 074:137 | −63 | 08 |
| 9. | HC Kollnau             | 16 | 03 | 0 | 13 | 064:132 | −68 | 06 |

Abkürzungen: Sp = Spiele, S = Siege, U = Unentschieden, N = Niederlagen, P = Punkte

Erläuterungen:

## Play-offs
Die Play-off-Spiele werden im Modus "Best of Three" ausgetragen.

### Play-off-Baum
| Viertelfinale | Viertelfinale           | Viertelfinale  |    |                        | Halbfinale | Halbfinale | Halbfinale |  |  | Finale | Finale | Finale |
|               |                         |                |    |                        |            |            |            |  |  |        |        |        |
| N1            | ERC Hannover Hurricanez | 0              |    |                        |            |            |            |  |  |        |        |        |
| S4            | HC Köln-West            | 2              |    |                        |            |            |            |  |  |        |        |        |
| S4            | HC Köln-West            | 2              | S2 | Crash Eagles Kaarst    | 1          |            |            |  |  |        |        |        |
|               |                         |                | S2 | Crash Eagles Kaarst    | 1          |            |            |  |  |        |        |        |
|               | S4                      | HC Köln-West   | 2  |                        |            |            |            |  |  |        |        |        |
| S2            | S4                      | HC Köln-West   | 2  | Crash Eagles Kaarst    | 2          |            |            |  |  |        |        |        |
| S2            |                         |                |    | Crash Eagles Kaarst    | 2          |            |            |  |  |        |        |        |
| N3            | Samurai Iserlohn        | 1              |    |                        |            |            |            |  |  |        |        |        |
| N3            | Samurai Iserlohn        | 1              | N2 | Duisburg Ducks         | 2          |            |            |  |  |        |        |        |
|               |                         |                |    | Duisburg Ducks         | 2          |            |            |  |  |        |        |        |
|               | S4                      | HC Köln-West   | 0  |                        |            |            |            |  |  |        |        |        |
| N2            | S4                      | HC Köln-West   | 0  | Duisburg Ducks         | 2          |            |            |  |  |        |        |        |
| N2            |                         |                |    | Duisburg Ducks         | 2          |            |            |  |  |        |        |        |
| S3            | Uedesheim Chiefs        | 0              |    |                        |            |            |            |  |  |        |        |        |
| S3            | Uedesheim Chiefs        | 0              | N2 | Duisburg Ducks         | 2          |            |            |  |  |        |        |        |
|               |                         |                | N2 | Duisburg Ducks         | 2          |            |            |  |  |        |        |        |
|               | N4                      | Moskitos Essen | 0  |                        |            |            |            |  |  |        |        |        |
| S1            | N4                      | Moskitos Essen | 0  | VT Zweibrücken Snipers | 0          |            |            |  |  |        |        |        |
| S1            |                         |                |    | VT Zweibrücken Snipers | 0          |            |            |  |  |        |        |        |
| N4            | Moskitos Essen          | 2              |    |                        |            |            |            |  |  |        |        |        |

### Viertelfinale
|                         |   |                  | Serie | 1    | 2    | 3   |
| ----------------------- | - | ---------------- | ----- | ---- | ---- | --- |
| ERC Hannover Hurricanez | – | HC Köln-West     | 0:2   | 8:10 | 3:7  | -   |
| Crash Eagles Kaarst     | – | Samurai Iserlohn | 2:1   | 8:2  | 5:8  | 6:5 |
| Duisburg Ducks          | – | Uedesheim Chiefs | 2:0   | 12:5 | 10:4 | -   |
| VT Zweibrücken Snipers  | – | Moskitos Essen   | 0:2   | 8:11 | 5:10 | -   |

### Halbfinale
|                     |   |                | Serie | 1    | 2    | 3         |
| ------------------- | - | -------------- | ----- | ---- | ---- | --------- |
| Crash Eagles Kaarst | – | HC Köln-West   | 1:2   | 3:2  | 1:5  | 4:7 n. V. |
| Duisburg Ducks      | – | Moskitos Essen | 2:0   | 14:6 | 12:6 | -         |

### Finale
|                |   |              | Serie | 1         | 2    | 3 |
| -------------- | - | ------------ | ----- | --------- | ---- | - |
| Duisburg Ducks | – | HC Köln-West | 2:0   | 8:6 n. V. | 11:5 | - |

## Relegation
Die Relegation wird im Modus "Best of Five" ausgetragen.
|                    |   |                      | Serie | 1   | 2    | 3    | 4 | 5 |
| ------------------ | - | -------------------- | ----- | --- | ---- | ---- | - | - |
| Dragons Heilbronn  | – | Crefelder SC         | 3:0   | 7:2 | 11:3 | 11:0 | - | - |
| Ahauser Maidy Dogs | – | SG Langenfeld Devils | 3:0   | 7:5 | 8:7  | 7:4  | - | - |

## Aufsteiger
Aus den 2. Bundesligen steigen die Hamburg Sharks (2. der 2. Bundesliga Nord; für die nicht aufstiegsberechtigten Crash Eagles Kaarst II) und die Freiburg Beasts (1. der 2. Bundesliga Süd) auf.

## Pokalsieger
Im Endspiel um den Deutschen Inline-Skaterhockey-Pokal 2004 gewannen die Crash Eagles Kaarst am 12. Dezember 2004 gegen den HC Köln-West in Duisburg mit 7:3.